# Versam
Versam (Reto-Romaans: Versomi; Walserduits: Frsam; Italiaans (verouderd): Farsamio of Versamia) is een plaats en voormalige gemeente in Zwitserland. Het ligt in het dal van de Rijn tussen de Oberalppas en Chur, in het deel waar de Rijn nog de Voor-Rijn is en ten opzichte van de omgeving door een diep dal stroomt, de Rijnkloof, Rheinschlucht of Ruinaulta. Versam ligt daar op de rechteroever 300 m hoger dan de Rijn. Versam is vanaf Chur via een bergpas te bereiken, verder stroom op naar Ilanz is het vlakker.
Het ligt aan het begin van het Safiental, een dwarsdal naar het zuiden van het dal van de Rijn, en maakt sinds 2013 deel van een fusiegemeente uit, die eveneens Safiental heet.
Het dorp heeft een halte, Versam-Safien, aan de Rhätische Bahn, dat veel lager aan de Rijn ligt.
- Gemeinsame Normdatei: 2160418-6
- Historisch woordenboek van Zwitserland: 001449
- Virtual International Authority File: 127513271
- WorldCat: E39PBJkp64TddJMF87D8WVdbBP